# Эскадренные миноносцы типа «Спрюэнс»
Эсминцы типа «Спрюэнс» (также «Спрюенс») — тип эскадренных миноносцев, строившихся для ВМС США с 1972 по 1983 год. Проект эсминцев типа «Спрюэнс» разрабатывался для замены эсминцев типов «Аллен М. Самнер» и «Гиринг», построенных в период Второй мировой войны. По классификации 1975 года относились к классу эскадренных миноносцев (DD), двенадцать кораблей, оборудованные в ходе модернизаций зенитно-ракетным комплексом «Standart», фактически по классификации 1975 года относились к классу эскадренных миноносцев с управляемым ракетным вооружением (DDG), но официального перевода этих кораблей в другой класс не последовало и они закончили свою службу в классе DD.
Эскадренные миноносцы типа «Спрюэнс» послужили основой для создания целого семейства кораблей — крейсеров типа «Тикондерога» и эскадренных миноносцев (типа «Кидд»), в том числе и следующего поколения (типа «Арли Бёрк»). По мнению некоторых специалистов, программа создания эскадренных миноносцев типа «Спрюэнс» имела для американского кораблестроения не меньшее значение, чем программа создания ПЛАРБ системы «Трайдент». К 2005 году все эсминцы типа «Спрюэнс» были выведены из состава флота. На апрель 2011 года один из кораблей используется в качестве учебного, один находится в резерве в ожидании утилизации, остальные потоплены в качестве кораблей-мишеней либо проданы на слом.

## Назначение
Изначально эскадренным миноносцам типа «Спрюэнс» были назначены задачи борьбы с подводными лодками вероятного противника, эскорта соединений надводных кораблей, десантных групп и конвоев, артиллерийской поддержки десантных операций, слежения за кораблями вероятного противника, обеспечения морской блокады тех или иных районов, а также задачи участия в поисково-спасательных операциях. Но в дальнейшем, после прохождения модернизации, большинство из кораблей серии получили на вооружение противокорабельные ракеты «Гарпун» и крылатые ракеты «Томагавк», что позволило решать дополнительные задачи нанесения ударов по надводным кораблям и береговым объектам.

## История разработки
Разработка кораблей данного типа было продиктована необходимостью замены подлежащих списанию эсминцев, спущенных на воду ещё в период Второй мировой войны. На протяжении десяти лет до 1969 года, командование ВМС США не закупило ни одного эсминца, при этом из 194 эсминцев, находившихся в строю по состоянию на 15 июля 1969 года, 152 корабля (78%) были старше двадцати лет. Их предполагалось заменить океаническими эскортными миноносцами (DE) и эскадренными миноносцами типа «Спрюэнс» (DD-963).  Тактико-техническое задание предусматривало проектирование корабля противолодочной борьбы, сопровождения авианосных ударных групп и проведения акций устрашения из разряда дипломатии канонерок (артиллерийского обстрела береговых объектов в третьих странах). Контракты на подготовку аванпроектов кораблей типа «Спрюэнс» были распределены в июле 1968 года между тремя судостроительными компаниями: General Dynamics Corp., Litton Industries, Inc. и Bath Iron Works. В апреле 1969 года на рассмотрение командования ВМС были поданы готовые аванпроекты. В ноябре 1969 года было объявлено о победе проекта, предложенного конструкторским бюро Litton Ship Systems в Калвер-Сити (Калифорния). С Litton Industries был заключён контракт на постройку серии из 5 кораблей на общую сумму $342,7 млн. Спуск на воду первых кораблей в серии был запланирован на 1974-1975 год.
В связи с тем, что ВМС США стремилось в кратчайшие сроки получить требуемое количество высокоэффективных кораблей охранения, решение о постройке серии из 30 единиц было принято в 1970 году, то есть до испытаний головного эсминца. В связи со спешностью работ, проектанты разместили на эсминце типа «Спрюэнс» только апробированные системы вооружения, предусмотрев возможность установки нового вооружения, находящегося в стадии разработки. Для обеспечения возможности размещения дополнительных систем вооружения был выделен запас водоизмещения, зарезервированы объёмы корпуса и энергетические мощности, а также приняты дополнительные запасы по остойчивости, прочности корпуса, жилым помещениям и продовольственному снабжению (порядка 20 %).

## История строительства
Всего в 1972—1983 годах был построен 31 эскадренный миноносец типа «Спрюэнс» (в рамках программ 1970—1978 финансовых годов). Развитием типа стали четыре эсминца типа «Кидд», строившиеся для Ирана, но в связи с событиями Зелёной революции в Иране, вступившие в состав ВМС США.

## Конструкция
Главные размерения эскадренных миноносцев характеризовались следующими значениями. Длина корабля — 171,7 м (максимальная), 161,2 м — по конструктивной ватерлинии, ширина — 16,82 м (максимальная), 16,8 м по ватерлинии. Осадка полная — 5,8 м (8,8 м по бульбовому обтекателю антенны гидроакустической станции). Стандартное водоизмещение — 7410 длинных тонн, полное — 9250 т.

### Конструкция корпуса
Корпус корабля выполнен из стали, полностью сварной, с удлинённым полубаком, клиперским носом и транцевой кормой. Благодаря наличию полубака все палубы корабля сделаны параллельными конструктивной ватерлинии, что технологически упростило установку оборудования и вооружения. Корпус разделён водонепроницаемыми переборками, доходящими (кроме одной кормовой) до палубы полубака, на 13 отсеков. На большей части длины (от района отсеков энергетической установки до кормового среза полубака) корпус имеет второе дно. Обводы корпуса эсминцев типа «Спрюэнс» способствуют уменьшению бортовой и килевой качки, снижают сопротивление воды движению корабля. Корабли типа также оснащены системами стабилизации качки на волнении (скуловыми килями) протяжённостью около 25 % длины корпуса.
Звукопрозрачная часть бульбового обтекателя антенны гидроакустической станции SQS-53B/C выполнена из армированной резины. Этой резиной обтянута третья часть корпуса. Большое удлинение корпуса корабля улучшает пропульсивный коэффициент, но способствует сильной подверженности корабля бортовой качке и заливанию, что в свою очередь сужает диапазон использования оружия и ухудшает условия обитаемости в штормовую погоду.
На эсминцах типа «Спрюэнс» используются различные шумопоглощающие устройства и покрытия, а также малошумное энергетическое оборудование. Для снижения уровня собственных помех работе гидроакустической станции в бульбовом обтекателе смонтирован звукоизолирующий коффердам, использованы акустические покрытия корпуса, установлены звукоизолирующие кожухи для механизмов и оборудования, а последнее размещается на амортизированных фундаментах. Для снижения акустического поля, возникающего от работы винтов, служит система PRARIE, подводящая воздух через отверстия входящих кромок лопастей и вокруг ступицы. Акустическое поле, возникающее от трения подводной части корпуса об воду, призвано снижать система Masker, посредством подвода воздуха через размещаемые в плоскости шпангоутов отверстия.

### Конструкция надстройки
Надстройка и мачты эскадренных миноносцев типа «Спрюэнс» выполнены из алюминиево-магниевых сплавов. В носовом, трёхъярусном, блоке надстройки расположены ходовой мостик, боевой информационный центр (находится под ходовой рубкой), к которому непосредственно примыкает пост гидроакустики, а также отсеки систем вентиляции и кондиционирования). Другую часть надстройки занимают газоходы и шахты вентиляции, ангар для двух вертолётов SH-60 Seahawk (в кормовой её части), отсеки высокочастотных блоков и вспомогательных механизмов.

### Энергетическая установка

#### Главная энергетическая установка
Эсминцы типа «Спрюэнс» стали первыми крупными кораблями ВМС США, имеющими в качестве главной энергетической установки (ГЭУ) агрегат из четырёх газотурбинных двигателей General Electric LM2500 общей мощностью 80 000 л. с. (60 МВт). ГЭУ занимает четыре отсека и размещена эшелонированно в двух машинных отделениях, разделённых двумя отсеками вспомогательных механизмов. Так как газотурбинные двигатели General Electric LM2500 имеют одностороннее вращение, для обеспечения противоположного вращения гребных винтов было выбрано обратное расположение установок правого и левого бортов. Двигатели и редуктор каждого эшелона установлены на общей фундаментной плите на амортизирующих опорах. Двигатели оборудованы защитными звукоизолирующими кожухами, внутрь которых подаётся воздух для охлаждения двигателей. Воздухозаборники находятся в верхней части надстройки, через воздуховоды может осуществляться погрузка и выгрузка двигателей. Замерзанию воздуховодов препятствует предварительное нагревание воздушного потока путём смешивания его с нагретым воздухом системы охлаждения силовых блоков. Так как выхлопные газы ГЭУ имеют температуру 371—482 °C, для их охлаждения применена эжекция. Благодаря её применению оборудование, установленное на мачте на расстоянии не менее семи метров от трубы, может нагреваться отходящими газами максимум до 79 °C.
Главная энергетическая установка является всережимной, с винтами регулируемого шага. Каждый вал через двухступенчатый редуктор (с раздвоением мощности) и соединительные муфты приводится в движение от двух газовых турбин LM-2500, имеющих на полной мощности удельный расход топлива 190 г/л. с. в час. Для уменьшения расхода топлива на сниженных ходах предусматривается возможность отключения части турбин.
Наличие автоматизации управления позволяет одному оператору управлять всей ГЭУ и вспомогательным оборудованием из центрального поста управления. Система управления способна обеспечивать автоматический контроль и блокировку, предотвращающую возможные аварии, вызванные неисправностями двигателей и другого энергетического оборудования, может автоматически включать резервное оборудование для поддержания постоянного режима работы.
Газовые турбины корабля могут развить полную мощность при пуске из холодного состояния уже через 12 минут. Стоимость ГЭУ на первых кораблях составляла 10,4 млн $. Ресурс газотурбинной установки (ГТУ) — более 30 000 часов. Применение ГТУ на эскадренных миноносцах типа «Спрюэнс» обеспечило выигрыш в объёме машинных отделений на 33 % и в массе на 400 т по сравнению с котлотурбинной установкой.

#### Электроэнергетическая система
Источники тока электроэнергетической системы — три газотурбинных генератора, размещённых по одному в каждом из машинных отделений и в кормовой оконечности корабля. Приводы генераторов — газотурбинные двигатели типа 501-K17, оборудованные звукопоглощающими кожухами. На каждом генераторе тока установлен теплоутилизационный котёл производительностью 3,18 т/ч пара. Масса источников электроэнергетической системы с утилизационными котлами, газоходами и фундаментами составляет 143 т.

### Живучесть
Корабли типа обладают положительной плавучестью при затоплении трёх смежных отсеков через пробоину протяжённостью 15 % от общей длины корпуса. В целях предотвращения огня корпус и надстройка корабля разделены на противопожарные зоны. В магистральных коридорах находятся автоматические закрывающиеся двери, позволяющие оперативно изолировать тот или иной район в случае возникновения в нём пожара. Обшивка районов надстройки, в которых размещены основные боевые посты, и переборки, разделяющие надстройки на противопожарные зоны, покрыты теплоизоляцией, обладающей свойством сохранять устойчивость конструктивных элементов в течение 30 минут воздействия открытого огня. Механизмы и оборудование, расположенное ниже конструктивной ватерлинии, защищены дополнительными водонепроницаемыми переборками и местным бронированием из высокопрочных алюминиево-магниевых сплавов, толщина которого достигает 25,4 мм. Плитами из алюминиево-магниевых сплавов защищены основные волноводы и кабели, а также основные боевые посты. Кевларовой бронёй защищены основные боевые посты, находящиеся в надстройке.
Корабль приспособлен к ведению боевых действий в условиях применения оружия массового поражения. На корпусе и надстройке эскадренного миноносца нет иллюминаторов, система вентиляции оборудована захлопками, а также имеются система водной защиты и посты дезактивации. Все внутрикорабельные помещения оборудованы системой кондиционирования воздуха.

### Вооружение
Первоначальный состав вооружения кораблей серии включал:
- две одноствольные 127-мм артиллерийские установки Mark 45;
- одну восьмиконтейнерную пусковую установку противолодочных ракет ASROC;
- зенитный ракетный комплекс Sea Sparrow Mark 29 (одна восьмиконтейнерная пусковая установке, боезапас — 24 зенитные управляемые ракеты);
- два трёхтрубных 324-мм торпедных аппарата Mark 32 (впервые в практике американского кораблестроения торпедные аппараты были установлены внутри корпуса, под палубой полубака, а стрельба производилась через бортовые лацпорты), общий боезапас торпед Mark 46 — 14, запасные из них хранились выгородке торпедных аппаратов, в специальных ложементах;
- два шестиствольных 20-мм зенитно-артиллерийских комплекса Mark 15 Phalanx CIWS (боезапас — 18 000 выстрелов);
- два 12,7-мм пулемёта;
- два противолодочных вертолёта SH-60B с базированием в вертолётном ангаре.

В 1980-х двадцать четыре корабля этого типа были перевооружены с установкой перед надстройкой вертикальной пусковой установки Mk-41 на 61 ячейку. Эти ячейки использовались для размещения крылатых ракет семейства «Томагавк» (включая дальнобойные противокорабельные TASM) или дополнительных зенитных ракет ближнего радиуса действия «Sea Sparrow». Корабли не могли использовать дальнобойные зенитные ракеты «Стандарт», так как на них отсутствовала необходимая система управления огнём.
Эта модификация позволила существенно расширить ударные возможности «Спрюэнсов», предоставив им возможность атаковать надводные цели на дистанции до 450 км (ракетами TASM) и наземные объекты на дистанции до 1600 км. В то же время, противовоздушная оборона эсминцев оставалась слабой.

## История службы
| №  | Название          | Номер  | Верфь   | Заказан    | Заложен    | Спущен     | В строю    | Списан     | Примечания                                                              | Примечания |
| -- | ----------------- | ------ | ------- | ---------- | ---------- | ---------- | ---------- | ---------- | ----------------------------------------------------------------------- | ---------- |
| 1  | Spruance          | DD-963 | Ingalls | 23.06.1970 | 27.11.1972 | 10.11.1973 | 20.09.1975 | 18.03.2005 | Потоплен в качестве корабля-мишени                                      |            |
| 2  | Paul F. Foster    | DD-964 | Ingalls | 01.06.1970 | 06.02.1973 | 23.02.1974 | 21.02.1976 |            | В строю В 2004 стал в качестве испытательного корабля                   |            |
| 3  | Kinkaid           | DD-965 | Ingalls | 01.06.1970 | 19.04.1973 | 25.05.1974 | 10.07.1976 | 07.01.2003 | Потоплен в качестве корабля-мишени                                      |            |
| 4  | Hewitt            | DD-966 | Ingalls | 01.01.1971 | 23.07.1973 | 24.08.1974 | 25.09.1976 | 19.07.2001 | Продан на слом                                                          |            |
| 5  | Elliot            | DD-967 | Ingalls | 01.01.1971 | 15.10.1973 | 19.12.1974 | 22.01.1977 | 02.12.2003 | Потоплен в качестве корабля-мишени                                      |            |
| 6  | Arthur W. Radford | DD-968 | Ingalls | 15.01.1971 | 24.01.1974 | 01.03.1975 | 16.04.1977 | 18.03.2003 | Затоплен как искусственный риф у побережья Делавэра, 10 августа 2011 г. |            |
| 7  | Peterson          | DD-969 | Ingalls | 15.01.1971 | 29.04.1974 | 21.06.1975 | 09.07.1977 | 04.10.2002 | Потоплен в качестве корабля-мишени                                      |            |
| 8  | Caron             | DD-970 | Ingalls | 15.01.1971 | 01.07.1974 | 24.06.1975 | 01.10.1977 | 15.10.2001 | Потоплен в качестве корабля-мишени                                      |            |
| 9  | David R. Ray      | DD-971 | Ingalls | 15.01.1971 | 23.09.1974 | 23.08.1975 | 19.11.1977 | 28.02.2002 | Потоплен в качестве корабля-мишени                                      |            |
| 10 | Oldendorf         | DD-972 | Ingalls | 26.01.1972 | 27.12.1974 | 21.10.1975 | 04.03.1978 | 20.06.2003 | Потоплен в качестве корабля-мишени                                      |            |
| 11 | John Young        | DD-973 | Ingalls | 26.01.1972 | 17.02.1975 | 07.02.1976 | 20.05.1978 | 30.09.2002 | Потоплен в качестве корабля-мишени                                      |            |
| 12 | Comte de Grasse   | DD-974 | Ingalls | 26.01.1972 | 04.04.1975 | 26.03.1976 | 05.08.1978 | 05.06.1998 | Потоплен в качестве корабля-мишени                                      |            |
| 13 | O’Brien           | DD-975 | Ingalls | 26.01.1972 | 09.05.1975 | 08.07.1976 | 03.12.1977 | 24.09.2004 | Потоплен в качестве корабля-мишени                                      |            |
| 14 | Merrill           | DD-976 | Ingalls | 26.01.1972 | 16.06.1975 | 01.09.1976 | 11.03.1978 | 26.03.1998 | Потоплен в качестве корабля-мишени                                      |            |
| 15 | Briscoe           | DD-977 | Ingalls | 26.01.1972 | 21.07.1975 | 15.12.1976 | 03.06.1978 | 02.10.2003 | Потоплен в качестве корабля-мишени                                      |            |
| 16 | Stump             | DD-978 | Ingalls | 26.01.1972 | 25.08.1975 | 29.01.1977 | 19.08.1978 | 22.10.2004 | Потоплен в качестве корабля-мишени                                      |            |
| 17 | Conolly           | DD-979 | Ingalls | 15.01.1974 | 29.09.1975 | 19.02.1977 | 14.10.1978 | 18.09.1998 | Потоплен в качестве корабля-мишени                                      |            |
| 18 | Moosbrugger       | DD-980 | Ingalls | 15.01.1974 | 03.11.1975 | 23.07.1977 | 16.12.1978 | 15.12.2000 | Продан на слом                                                          |            |
| 19 | John Hancock      | DD-981 | Ingalls | 15.01.1974 | 16.01.1976 | 29.10.1977 | 10.03.1979 | 16.10.2000 | Продан на слом                                                          |            |
| 20 | Nicholson         | DD-982 | Ingalls | 15.01.1974 | 20.02.1976 | 11.11.1977 | 12.05.1979 | 20.12.2002 | Потоплен в качестве корабля-мишени                                      |            |
| 21 | John Rodgers      | DD-983 | Ingalls | 15.01.1974 | 12.08.1976 | 25.02.1978 | 14.07.1979 | 04.09.1998 | Продан на слом                                                          |            |
| 22 | Leftwich          | DD-984 | Ingalls | 15.01.1974 | 12.11.1976 | 08.04.1978 | 25.08.1979 | 27.03.1998 | Потоплен в качестве корабля-мишени                                      |            |
| 23 | Cushing           | DD-985 | Ingalls | 15.01.1974 | 27.12.1976 | 17.06.1978 | 21.09.1979 | 21.09.2005 | Потоплен в качестве корабля-мишени                                      |            |
| 24 | Harry W. Hill     | DD-986 | Ingalls | 15.01.1975 | 06.03.1978 | 01.05.1979 | 17.11.1979 | 29.05.1998 | Потоплен в качестве корабля-мишени                                      |            |
| 25 | O’Bannon          | DD-987 | Ingalls | 15.01.1975 | 21.02.1977 | 25.09.1978 | 15.12.1979 | 19.08.2005 | Потоплен в качестве корабля-мишени                                      |            |
| 26 | Thorn             | DD-988 | Ingalls | 15.01.1975 | 29.08.1977 | 22.11.1978 | 16.02.1980 | 25.08.2004 | Потоплен в качестве корабля-мишени                                      |            |
| 27 | Deyo              | DD-989 | Ingalls | 15.01.1975 | 14.10.1977 | 20.01.1979 | 22.03.1980 | 06.11.2003 | Потоплен в качестве корабля-мишени                                      |            |
| 28 | Ingersoll         | DD-990 | Ingalls | 15.01.1975 | 05.12.1977 | 10.03.1979 | 12.04.1980 | 24.07.1998 | Потоплен в качестве корабля-мишени                                      |            |
| 29 | Fife              | DD-991 | Ingalls | 15.01.1975 | 06.03.1978 | 01.05.1979 | 31.05.1980 | 28.02.2003 | Потоплен в качестве корабля-мишени                                      |            |
| 30 | Fletcher          | DD-992 | Ingalls | 15.01.1975 | 24.04.1978 | 16.06.1979 | 12.07.1980 | 01.10.2004 | Потоплен в качестве корабля-мишени                                      |            |
| 31 | Hayler            | DD-997 | Ingalls | 29.09.1979 | 20.10.1980 | 02.03.1982 | 05.03.1983 | 25.08.2003 | Потоплен в качестве корабля-мишени                                      |            |

## Авианесущий «Спрюэнс»
В 1970-х ВМС США рассматривали возможность создания лёгких авианосцев на базе корпуса «Спрюэнса». Такие корабли должны были иметь угловую летную палубу, подпалубный ангар с центральным самолетоподъемником и нести авиагруппу из вертолетов и истребителей вертикального взлета и посадки. Вооружение должно было состоять из одной 127-мм АУ, двух «Вулкан-Фаланксов» и 8-контейнерной пусковой установки «Sea Sparrow», сгруппированых в носовой части. Внешний облик кораблей в результате частично напоминал советские авианесущие крейсера проекта «Киев».
Планы создания подобных кораблей рассматривались несколько раз, но так и не были реализованы ввиду сомнений в эффективности оперирования небольшими авиагруппами.

## Оценка проекта
Эсминцы типа "Спрюэнс" стали эпохальными для ВМС США. Эти корабли, благодаря заложеном в них модернизационном потенциале оставались основой ВМС США на протяжении двух десятилетий.